# Vladas Mironas
Vladas Mironas  pronunciació (?·pàg.) (22 de juny de 1880 a Kuodiškės - 18 de febrer de 1953 a Vladímir) fou un sacerdot i polític lituà, i posteriorment primer ministre de Lituània.
El 1905, Mironas va participar en el Gran Seimas Vilnius i, el 1917, en la Conferència de Vílnius. Va ser elegit membre del Consell de Lituània i va esdevenir el seu segon vicepresident. Més tard, va deixar la política i treballà com a sacerdot.
Després del cop d'estat de 1926, va ser elegit membre del tercer Seimas, i després d'uns anys va tornar de nou al sacerdoci. El 1938 es va oferir a convertir-se en primer ministre de Lituània en representació de la Unió Nacional Lituana. El 1941 va ser arrestat i empresonat, però fou alliberat pocs dies després pel Front dels Activistes Lituans. Detingut de nou el 1945, es va veure obligat a col·laborar amb l'NKVD i va treballar a Vílnius. Donat que la seva col·laboració amb l'NKVD no resultà ser prou satisfactòria, Mironas va ser arrestat de nou el 1947 i posteriorment enviat a la presó de Vladímir, on va morir el 1953.